# 안동중학교
안동중학교(安東中學校)는 대한민국 경상북도 안동시 태화동에 있는 공립 중학교이다.

## 학교 연혁
- 1945년 12월 5일 : 안동 중학교 설립 기성회 조직
- 1946년 9월 14일 : 안동 초급 중학교 6학급 인가
- 1988년 10월 30일 : 본관 건물 개축 준공(3층, 24개 교실)
- 1994년 8월 4일 : 후관 교실 준공(3층, 16개 교실)
- 2006년 6월 19일 : 축구전용 인조잔디 구장 건립
- 2010년 3월 1일 : 선진형 교과교실제(A형) 연구학교 지정 운영(3년간)
- 2015년 10월 20일 : 세심관(운동부 생활관) 준공
- 2016년 2월 22일 : 급식실 신축 준공
- 2020년 3월 6일 : 운동장 다목적 구장(농구장, 풋살장, 족구장) 준공
- 2021년 7월 11일 : 명품도서관(인의예지관) 준공
- 2021년 12월 24일 : 지능형과학실 구축
- 2023년 2월 1일 : 제77회 졸업식(187명 졸업, 총 졸업생 32,676명)
- 2023년 3월 1일 : 제29대 백승덕 교장 취임
- 2023년 3월 2일 : 2023학년도 입학식(170명 입학)

2025년 3월 4일 : 2025학년도 입학식(193명 입학)

## 참고 자료
- 안동중학교 - 한국교육학술정보원 학교알리미